# Croix de cimetière d'Aizier
La croix de cimetière d'Aizier est un monument situé à Aizier, en France.

## Localisation
La croix est située au lieudit le Bourg.

## Historique
La croix est datée de 1522.
La croix est inscrite comme monument historique depuis le 28 avril 1965.